# Hurricane (motorfiets)
Hurricane is een historisch merk van scooters.
De firmanaam was Fuji Kogyo, later Fuji Heavy Industries Ltd., Chiyoda-ku, Tokio.
Dit was een Japanse vliegtuig-fabriek die van 1956 tot 1968 lichte motorfietsen met tweetaktmotoren en een 348 cc kopklepmotor bouwde. Daarnaast ook 90- en 123 cc Rabbit-scooters. Tegenwoordig is het bedrijf bekend van de Subaru-auto's. Zie ook FHI